# آتیلا دارگای
آتیلا دارگای (مجاری: Dargay Attila؛ ۲۰ ژوئن ۱۹۲۷ – ۲۰ اکتبر ۲۰۰۹) کارگردان و فیلم‌نامه‌نویس اهل مجارستان بود. از آثار وی می‌توان ووک، پوم پوم و سافی را نام برد. او در شهر نیکلادهازا متولد شد.

## زندگی
آتیلا دارگای تحصیلات عالی را در سال ۱۹۴۸ به پایان رساند. او در تئاتر ملی مجارستان به کار نقاشی مناظر مشغول شد. سپس در سال ۱۹۵۷ کارگردانی انیمیشن را آغاز کرد. فیلم‌های وی بین افراد خردسال و بزرگسال محبوب هستند. او در سن ۸۲ سالگی در بوداپست درگذشت.